# Xuub
Xuub és un jaciment arqueològic de la regió de Sanaa al Iemen, al nord-est de la capital. Va ser excavat per iemenites el 1999 i 2003 per salvar-lo davant el creixement de Shuub, situada als suburbis de Sanaa. Hi ha una antiga necròpolis posada a la llum durant treballs de construcció; les tombes descobertes es van traslladar i la resta es va excavar; el nombre de tombes (de pedra) fou de 14, i es van trobar algunes mòmies (aquesta pràctica ja es coneixia per excavacions anteriors a Shibam al-Ghiras i al-Mahwit des de 1980) i diversos objectes com joies i ceràmiques; les tombes en terra no tenien gairebé objectes pel que se suposa que eren per classes baixes mentre les de pedra eren pels notables. Prop de la necròpolis hi ha el cementiri musulmà modern. L'antiga Shuub hauria estat fundada segons les inscripcions el segle i al mateix temps que Sanaa va agafar importància dins el regne de Sabà. Shuub tenia un temple dedicat a Almqah, déu sabeu.